# Championnats du monde de cyclisme sur piste 1946
Navigation
Milan 1939 Paris 1947

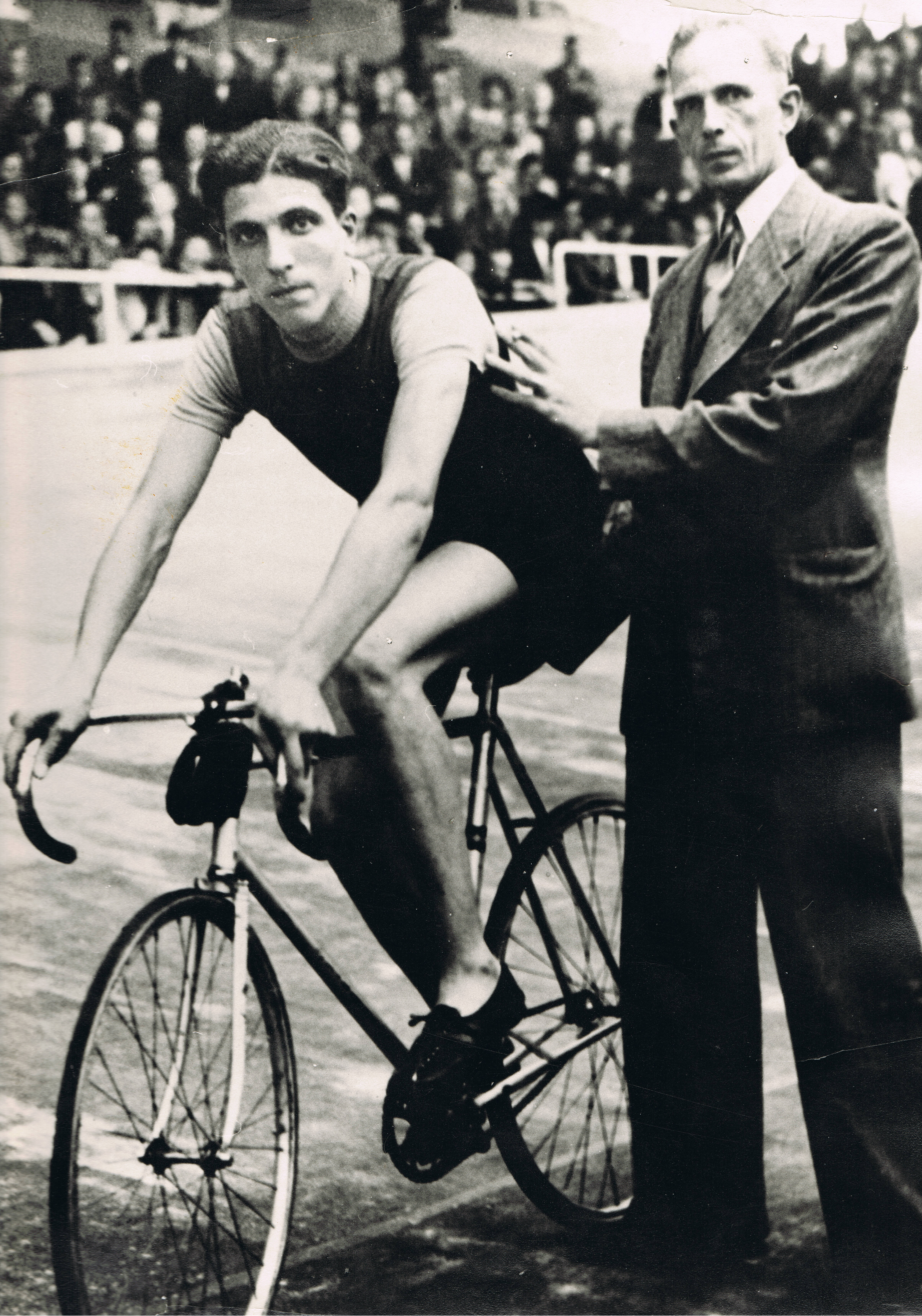
Gerrit Peters.

Les Championnats du monde de cyclisme sur piste 1946 ont eu lieu à Zurich, en Suisse. Les compétitions se sont déroulées au vélodrome de Zurich-Oerlikon.

## Déroulement des championnats
Les mondiaux sur piste sont organisés pour la première fois depuis 1939. 
Lors du tournoi de vitesse professionnelle disputé le 25 août, Georges Senfftleben bat en demi-finales Arie van Vliet, le dernier vainqueur du maillot arc-en-ciel en 1938, car en 1939 la finale n'a pas pu être disputée en raison de l'arrivée imminente de la guerre. En finale face à Jan Derksen, Senfftleben se casse la clavicule lors de la première manche. Le cas n'est pas prévu et les commissaires décident de faire recourir la finale quatre jours plus tard si la clavicule n'est pas fracturée, ce qui ne sera pas le cas. La finale est reprogrammée le dimanche 6 octobre à Oerlikon mais la pluie tombe. Finalement, elle se tient le lundi 7 octobre et Derksen bat Senfftleben en deux manches.
Le championnat du monde de poursuite masculin disputé sur 5 kilomètres pour les professionnels et 4 kilomètres pour les amateurs, fait son apparition au programme de ces premiers championnats d'après-guerre.
Selon l'auteur Patrick Police, lors de l'épreuve de demi-fond, « le Suisse Jacques Besson pense avoir acheté la victoire à son entraîneur, qui, en fait, l'a déjà vendue à un autre, lequel n’aura finalement pas les jambes pour gagner ».

## Résultats

### Podiums professionnels
| Compétition | Or                     | Argent                     | Bronze                        |
| ----------- | ---------------------- | -------------------------- | ----------------------------- |
| Vitesse     | Jan Derksen Pays-Bas   | Georges Senfftleben France | Arie van Vliet Pays-Bas       |
| Poursuite   | Gerrit Peters Pays-Bas | Roger Piel France          | Arne Werner Pedersen Danemark |
| Demi-fond   | Elia Frosio Italie     | Jacques Besson Suisse      | Louis Chaillot France         |

### Podiums amateurs
| Compétition | Or                    | Argent                   | Bronze                   |
| ----------- | --------------------- | ------------------------ | ------------------------ |
| Vitesse     | Oscar Plattner Suisse | Axel Schandorff Danemark | Cornelis Byster Pays-Bas |
| Poursuite   | Roger Rioland France  | Børge Gissel Danemark    | Harald Janemar Suède     |

## Tableau des médailles
| Rang | Nation   | Or | Argent | Bronze | Total |
| ---- | -------- | -- | ------ | ------ | ----- |
| 1    | Pays-Bas | 2  | 0      | 2      | 4     |
| 2    | France   | 1  | 2      | 1      | 4     |
| 3    | Suisse   | 1  | 1      | 0      | 2     |
| 4    | Italie   | 1  | 0      | 0      | 1     |
| 5    | Danemark | 0  | 2      | 1      | 3     |
| 6    | Suède    | 0  | 0      | 1      | 1     |

## Liste des engagés
Vitesse amateurs
 Belgique. — Fernand Marquenie
 Danemark. — Axel Schandorff
 France. — Henri Sensever, André Rivoal, Vidal remplacé par René Faye
 Italie. — Sergio Degli'Innocenti, Peruzzi, Politi
 Pays-Bas. — 
 Royaume-Uni. — Reginald Harris
 Suisse. — Oscar Plattner

Vitesse professionnels
 Belgique. — Jef Scherens,
 France. — Georges Senffleben, Louis Gerardin
 Italie. —  Italo Astolfi, Primo Bergomi, Bruno Loatti
 Pays-Bas. — Jan Derksen, Arie van Vliet

Demi fond
 Autriche. —   Josef Swoboda
 Belgique. — Willy Michaux
 Espagne. — Alejandro Fombellida.
 France. — Louis Chaillot, Henri Lemoine,
 Hongrie. — Pataki (remplace Fombellida)
 Italie. — Elia Frosio
 Luxembourg. — Josy Kraus, Gosselin
 Pays-Bas. — Ben Van Der Voort, Cornelis Bakker
 Royaume-Uni. — Walter Summers
 Suisse. — Armin Heimann, Jacques Besson